# Chop Suey & Co.
Chop Suey & Co. est un film américain réalisé par Hal Roach et sorti en 1919.

## Fiche technique
- Réalisation : Hal Roach
- Scénario : H. M. Walker
- Producteur : Hal Roach
- Photographie : Walter Lundin
- Distributeur : Pathé Exchange
- Durée : 8 minutes
- Date de sortie : 17 août 1919[1]

## Distribution
- Harold Lloyd : le garçon
- Snub Pollard
- Bebe Daniels
- Sammy Brooks
- Lige Conley
- Wallace Howe
- Bud Jamison
- Dee Lampton
- Marie Mosquini
- Fred C. Newmeyer
- James Parrott
- Noah Young